# Lapo Elkann
Lapo Elkann (ur. 7 października 1977 w Nowym Jorku) – włosko-amerykański przemysłowiec. Obecnie jest menadżerem w dziale promocji marki FIAT.